# 波图格萨河
波圖格薩河（Río Portuguesa）是委內瑞拉的河流。其全長600公里，流域面積約80000平方公里，是阿普雷河的支流，奧里諾科河的二級支流，屬於奧里諾科河水系。匯入該河流的支流有瓜納雷河、沃科諾河（Río Bocono）與瓜納雷別霍河（Río Guanare Viejo）。
委內瑞拉波圖格薩州的州名源於該河流。该河流的支流瓜纳雷河则是波图格萨州首府瓜纳雷名称的来源。